# Hold My Tongue
Hold My Tongue è un singolo del gruppo musicale australiano Sheppard, pubblicato il 23 agosto 2013 come unico estratto dal primo EP Sheppard.